# Illés József (újságíró)
Illés József (Nagyvárad, 1934. november 3. –) erdélyi magyar újságíró, közíró, szerkesztő.

## Életpályája
Mint asztalos ifjúmunkást hívták meg riporternek az Előréhez Bukarestbe (1953), gazdasági rovatvezető Nagyváradon a Fáklyánál (1955), újra az Előre riportere (1957–62), főszerkesztő-helyettes (1962–72), közben a Falvak Dolgozó Népét szerkesztette, majd az RKP Központi Bizottságának sajtóosztályán tevékenykedett. A líceumot Nagyváradon és Bukarestben, a Közgazdasági Akadémia ipargazdasági szakát Bukarestben végezte el. A Ştefan Gheorghiu Akadémia újságíró egyetemén 1976-tól fogva számos magyar hallgató diplomadolgozatának tudományos irányítója volt, különös tekintettel a nemzetiségi lapok sajátos kérdéseire.
Első riportját (a dicsőszentmártoni téglagyárról) az Előre jelentette meg 1953-ban. Útleírásait, publicisztikai írásait A Hét, Munkásélet, Jóbarát, Dolgozó Nő, Utunk közölte. Jugoszláviai jegyzetei az Öt világrész utasai című útirajz-antológiában jelentek meg (Előre Kiskönyvtára, 1975), román szerzők munkáinak fordításával az Előrében, Ion Băieşu egyik szatírájának átültetésével az Utunkban (1974) szerepelt. Bukaresti levél címen a Kolozsvári Rádió magyar nyelvű adásában minden pénteken publicisztikai jegyzettel, Hétfői jegyzet címen a Román Televízió magyar adásában közéleti kérdések elemzésével és lapszemlével jelentkezett.
2001. február 16-án tartották a Petőfi Sándor Kulturális Egylet alakuló ülését Déván. A kezdeményező bizottság nevében Illés József, László Anikó és Zsók Béla fordult felhívással a dévai magyarsághoz a nagy múltú kulturális mozgalom újjáélesztése érdekében.